# Нижиньо
Леони́зио Фанто́ни (порт. Leonízio Fantoni; 12 февраля 1912, Белу-Оризонти — 5 сентября 1975, Белу-Оризонти), более известный под именем Нижи́ньо (порт. Niginho) — бразильский футболист, нападающий, игрок сборной Бразилии.

## Биография
Нижиньо родился в многочисленной семье, в которой, помимо него, было ещё два родных брата Нинао и Орландо, а также двоюродный брат Нининьо, игравший левого форварда. Все четверо начали играть в «Палестре» из Белу-Оризонти (сейчас «Крузейро») в 20-х годах XX века. Нижиньо пришёл в команду в 1926 году, но его долгое время не выпускали играть на поле, в результате чего он дебютировал в официальном матче только в 1929 году. В год дебюта, как и годом ранее, «Палестра» стала чемпионом штата Минас-Жерайс, а в 1930 году выиграли третий подряд титул.
В конце 1931 года братьям Фантони поступает предложение из Италии от римского «Лацио», куда они и перешли в 1932 году. Быстрый переход в итальянскую команду произошёл из-за того, что Фантони были по-национальности итальянцами, так называемыми ориунди. Фантони очень скоро стали кумирами тиффози «Лацио», от болельщиков они даже получили свои порядковые номера: Нинао стал Фантони I, Нининьо — Фантони II, Нижиньо — Фантони III, а Орландо — Фантони IV. За три сезона в «Лацио», Нижиньо провёл 26 матчей, забив 9 мячей. В 1935 году, братья Фантони были вынуждены бежать из Италии — призыв военнообязанных на службу, распространялся и на ориунди, а Италия готовилась к войне в Эфиопии.
Вернувшись в Бразилию, Нижиньо оставшуюся часть года провёл в «Атлетико Минейро», из родного Минас-Жерайса, где дебютировал 16 июля с «Америкой» из Рио-де-Жанейро. В 1936 году он перешёл в сан-паульскую «Палестру Италия», которой, по окончании сезона, не хватило лишь 2 очков, уступленных «Сантосу», до завоевания чемпионства штата, но окончания чемпионата Нижиньо не видел, он вернулся ненадолго в родное «Крузейро».
Сезон 1937 года в чемпионате Рио Нижиньо начал в «Васко да Гаме», и в первый же год стал лучшим снайпером с 25-ю мячами (почти треть из 84 голов, забитых «Васко» в чемпионате), опередив Каксамбру и Эркулеса, а его команда заняла 3 место. Блистательная игра Нижиньо сподвигла тренеров национальной команды пригласить футболиста в сборную страны (в которой он дебютировал все же в 1936 году, 27 декабря с Перу, где Нижиньо в первом же матче забил победный гол 3:2), за которую он провёл 5 матчей, забив 2 мяча. Следующий год был не очень удачным для Нижиньо, голов забил он немного, а «Васко» поделил 3-4 место в чеипионате с «Флуминенсе». Нижиньо занял 6 место с 6-ю мячами, забитыми в классическом противостоянии «Васко да Гамы» и «Фламенго».
Нижиньо поехал на чемпионат мира 1938 года во Францию дублером великолепного Леонидаса. В матче с Италией, когда стало ясно, что Леонидас не сможет принять участие в игре, тренерский штаб хотел выпустить на поле Нижиньо, но вмешался сам Бенито Муссолини, выдвинувший протест от Итальянской федерации футбола и ФИФА отказала в возможности Нижиньо играть против «Скуадры Адзурры». Так на поле Нижиньо в матчах чемпионата мира не вышел.
В 1939 году, проводя отпуск в Белу-Оризонти, с Нижиньо связалась представители «Крузейро» и предложили, спустя много лет, вернуться в родную команду, что футболист и сделал, выступая за «Крузейро» на протяжении ещё 7 лет и выиграв с командой ещё 4 звания чемпиона штата. Всего Нижиньо провёл за «Крузейро» 272 матча, забив в них 207 голов (3-й результата в истории команды).В 1947 году, в возрасте 34 лет Нижиньо завершил карьеру.

## Достижения

### Командные
- Чемпион штата Минас-Жерайс: 1928, 1929, 1930, 1940, 1943, 1944, 1945
- Чемпион штата Сан-Паулу: 1936

### Индивидуальные
- Лучший бомбардир штата Рио-де-Жанейро: 1937 (25 голов)
- Лучший бомбардир штата Минас-Жерайс: 1940 (7 голов), 1943 (15 голов)